# Castiglione di Ragusa
Castiglione di Ragusa est un site archéologique occupé du VIIe siècle au IVe siècle av. J.-C., situé sur une hauteur près du village de Castiglione, à 3 km de la ville de Raguse, chef-lieu de province, au sud-est de la Sicile.

## Histoire

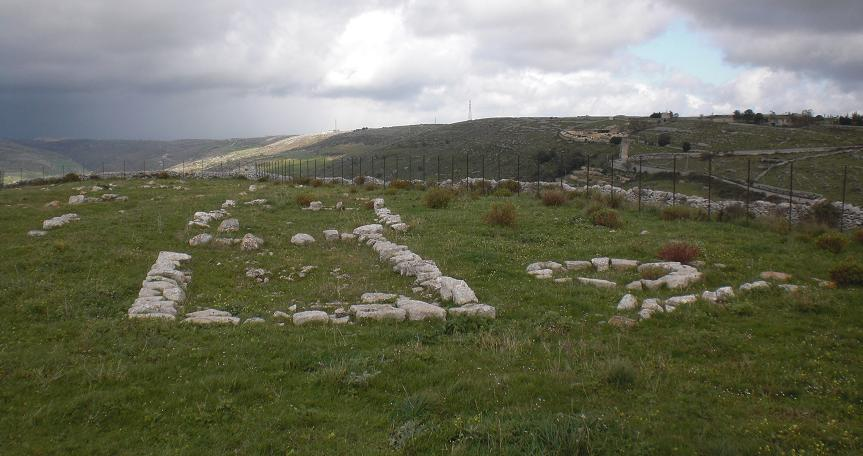
Les fondations du sanctuaire

Le site a été fondé au VIIe siècle par les Sicules. À partie du Ve siècle, il passe sous influence grecque. Dès le IVe siècle, il est abandonné.

## Découvertes
Les archéologues ont dégagé deux quartiers de l'époque sicule (VIe siècle), des restes de fortifications, les fondations d'un sanctuaire et une nécropole grecque.
Le site est connu surtout pour le Guerrier de Castiglione, un bas-relief en calcaire, représentant, d'une manière assez grossière, un guerrier à cheval. Les extrémités du bloc de calcaire, en haut, se terminent par les protomés d'un taureau et d'un sphinx. Le bas-relief porte une inscription en caractères grecs, dans le dialecte dorien. Le Guerrier est conservé au musée archéologique hybléen de Raguse.